# Parnassius acdestis
Parnassius (Koramius) acdestis Grumm-Grshimailo, 1891, è un lepidottero appartenente alla famiglia Papilionidae.

## Descrizione

### Adulto
La pagina superiore delle ali anteriori ha un colore di fondo biancastro o bianco-grigiastro, col margine costale e la zona basale irrorati di scaglie nere. La cellula è di tipo chiuso e percorsa trasversalmente da due bande scure di larghezza variabile a seconda della sottospecie considerata. Il margine esterno delle ali anteriori è scuro. Una banda discale bruno-nerastra, di andamento sinuoso, parte dall'apice della zona discale e raggiunge la III venatura ma, in taluni casi, può spingersi fino al margine dorsale.

La pagina superiore delle ali posteriori ha un colore di fondo analogo a quello delle ali anteriori, ma la tonalità tende a schiarirsi progressivamente, avvicinandosi al margine. A partire dall'angolo anale le venature sono intercalate da una serie di macchie scure tondeggianti, che in taluni esemplari ricordano vagamente la forma di mezzelune. Sono presenti due macchie rosse ocellate, bordate di nero tra le venature IV e V e tra le venature VII e VIII.

Negli esemplari preparati, i cromatismi tendono a sbiadire e le venature appaiono più marcate che non nell'animale vivo.

Le antenne sono clavate e filiformi, di colore nero. L'addome è molto scuro.

## Distribuzione e habitat
L'areale della specie si estende su Kirghizistan, Nepal, India settentrionale (stati di Kashmir e Sikkim), Cina sudoccidentale (regioni di Xinjiang e Tibet, Provincia di Sichuan) e Bhutan (Chou, 1994).
L'habitat è rappresentato da zone verdi e ben esposte in alta quota, anche sopra i 5200 m s.l.m.

## Tassonomia
Di questo taxon sono state descritte parecchie sottospecie e varietà, tutte molto localizzate ed endemiche (Chou, 1994):
- Parnassius acdestis acdestis Grumm-Grshimailo, 1891
- Parnassius acdestis carolinae Kawasaki & Helia, 1996
- Parnassius acdestis cerberus Kocman, 1996
- Parnassius acdestis var. cerevisiae Weiss & F. Michel!Michel, 1989
- Parnassius acdestis var. chakaensis Sorimachi, 1992
- Parnassius acdestis christianae Rose, 1997
- Parnassius acdestis cinerosus H Stichel
- Parnassius acdestis divinus Bryk & Eisner, 1931
- Parnassius acdestis ekaii Kawasaki, 1996
- Parnassius acdestis felix Eisner, 1933
- Parnassius acdestis fujitai Koiwaya, 1993
- Parnassius acdestis hades Bryk, 1932
- Parnassius acdestis hayashii Rose & Kawasaki, 1998
- Parnassius acdestis horikatsuhikoi Shinkai, 1997
- Parnassius acdestis var. imperatoides Weiss & F. Michel!Michel, 1989
- Parnassius acdestis irenaephilus Bryk, 1943
- Parnassius acdestis ivetae, 2004
- Parnassius acdestis josefineae Rose & Kawasaki, 1999
- Parnassius acdestis katsuhikoi Sugisawa, 1990
- Parnassius acdestis var. kitawakii Kawasaki & Shinkai, 1998
- Parnassius acdestis kozaburoi T. Mikami, 1998
- Parnassius acdestis kukai Kawasaki, 1996
- Parnassius acdestis ladakensis Avinoff, 1916
- Parnassius acdestis lampidus Fruhstotfer, 1903
- Parnassius acdestis lathonius Bryk, 1913
- Parnassius acdestis laurentii Epstein, 1979
- Parnassius acdestis var. limitis Weiss & F. Michel!Michel, 1989
- Parnassius acdestis lucifer Bryk, 1932
- Parnassius acdestis lux Eisner, 1969
- Parnassius acdestis macdonaldi Rotschild, 1918
- Parnassius acdestis manco Koiwaya
- Parnassius acdestis marki Epstein, 1979
- Parnassius acdestis martae Kawasaki & Helia, 1996
- Parnassius acdestis ohkumai Koiwaya, 1993
- Parnassius acdestis okauchii Koiwaya, 1993
- Parnassius acdestis peeblesi Bryk, 1932
- Parnassius acdestis peschkei Eisner, 1933
- Parnassius acdestis pundit Avinoff, 1922
- Parnassius acdestis roweii Sorimachi, 1994
- Parnassius acdestis rupshuanus Avinoff, 1916
- Parnassius acdestis sugelicus Sorimachi, 1993
- Parnassius acdestis takashimai Koiwaya, 1996
- Parnassius acdestis takedai Mikami & Sakakibara, 1988
- Parnassius acdestis takenakai Fujioka, 2003
- Parnassius acdestis var. voigti Bang-Haas, 1938
- Parnassius acdestis wako Kawasaki, 1996
- Parnassius acdestis var. whitei Bingham, 1907
- Parnassius acdestis yamazakii Morita, 1997
- Parnassius acdestis var. yanae Huang, 1998

## Sinonimi
Koramius acdestis Grumm-Grshimailo, 1891